# Kansai Yamamoto
Kansai Yamamoto (山本 寛斎?) (Yokohama; 8 de febrero de 1944-21 de julio de 2020) fue un diseñador japonés, una de las principales figuras de la moda contemporánea japonesa, en especial en los años 1970 y 1980.

## Biografía

### Inicios
Tras estudiar Ingeniería civil e inglés en la Universidad Nihon, obtuvo un premio Soen en la Bunka Fukusō Gakuin en 1967. Ha sido discípulo de diseñadores como Junko Koshino y Hisashi Hosono. En 1971 abrió su propia empresa, la Yamamoto Kansai Company, Ltd., en Tokio. 
Presentó la primera colección en Londres ese mismo año y en los Estados Unidos en Hess's, en Allentown, Pensilvania, donde fue reconocido por sus colecciones vanguardistas. En 1975 hizo su debut en París y en 1977 abrió su tienda Kansai Boutique. También en 1977 recibió el premio de Tokyo Fashion Editors.

### Años 1990
En 1999, renovó el kimono junto a Junko Koshino, renovando el interés por esta moda clásica. Fue conocido por sus diseños vanguardistas de kimonos, que han sido usados entre otros por David Bowie en su Ziggy Stardust Tour. Ese mismo año organizó un programa de moda con el patrocinio del India-Japan Mixed Cultural Cooperation Committee.

### SigloXXI
Desde 2001 era conocido por las gafas, comercializadas por Aoyama USA. En 2008 celebró una exposición en el Museo Edo-Tokio llamada Netsuki Shinten: Kansai Genki Shugi (Exposición apasionada: El principio de energía de Kansai). En 2009 se celebró una retrospectiva sobre el trabajo de Yamamoto en el Museo de Arte de Filadelfia.
Fue el diseñador del tren Skyliner, presentado en 2010, que conecta el Aeropuerto Internacional de Narita con el centro de Tokio. En 2013 volvió a la industria de la moda con sede en el 19.º New Britain Mask Festival de Kokopo, Papúa Nueva Guinea.

### Fallecimiento
Falleció el 21 de julio de 2020 a causa de un linfoma mieloide, la noticia fue difundida por la familia el 27 de julio de 2020.